# Municipio de Triangle
El municipio de Triangle (en inglés: Triangle Township) es un municipio ubicado en el  condado de Durham en el estado estadounidense de Carolina del Norte. En el año 2010 tenía una población de 93.373 habitantes.

## Geografía
El municipio de Triangle se encuentra ubicado en las coordenadas 35°55′56.52″N 78°55′40.03″O / 35.9323667, -78.9277861.